# Edmondo I d'Inghilterra
Edmondo il Vecchio, detto anche il Giusto o il Magnifico, in inglese antico Eadmund (Wessex, 921 – Pucklechurch, 26 maggio 946), figlio di Edoardo il Vecchio e Edgiva di Kent, fu Re degli Inglesi dal 939 fino alla sua morte.
Quando il fratellastro Atelstano morì il 27 ottobre 939, l’appena diciottenne Edmondo gli succedette come re. Poco dopo la sua proclamazione dovette affrontare diverse e gravi minacce militari. Re Olaf I di Dublino conquistò la Northumbria e invase le Midlands. Quando Olaf morì, nel 942, Edmondo le riconquistò.
Nel 943 divenne il padrino di re Olaf di York. Nel 944, Edmondo ebbe successo nella riconquista della Northumbria. Nello stesso anno il suo alleato Olaf di York perse il trono e partì per Dublino, in Irlanda. Olaf divenne re di Dublino con il nome di Olaf Cuaran e continuò ad essere alleato del padrino.
Nel 945 Edmondo conquistò lo Strathclyde, ma concesse i suoi diritti sul territorio a re Malcolm I di Scozia. In cambio essi firmarono un trattato di mutua assistenza militare. Edmondo stabilì così una politica di relazioni pacifiche e confini sicuri con la Scozia.
Durante il suo regno ebbe inizio la rinascita dei monasteri in Inghilterra.
Edmondo venne assassinato nel 946 da Leofa, un ladro esiliato. Stava partecipando ad un ricevimento a Pucklechurch, quando individuò Leofa nella folla. Dopo che il fuorilegge si rifiutò di andarsene, il re e i suoi consiglieri combatterono contro Leofa. Edmondo e Leofa vennero entrambi uccisi.
Gli succedette il fratello Edredo, re dal 946 al 955, che avrebbe conquistato definitivamente tutti i territori a sud della Scozia.
I figli di Edmondo governarono in seguito l'Inghilterra come:
- Edwing d'Inghilterra, re dal 955 al 957, re solo sul Wessex e sul Kent dal 957 alla sua morte, avvenuta il 1º ottobre 959.
- Edgardo d'Inghilterra, re solo su Mercia e Northumbria dal 957 alla morte del fratello nel 959, quindi re d'Inghilterra dal 959 al 975.

## Ascendenza
|                    |   |                 | Genitori       |  |  | Nonni |  |  | Bisnonni             |  |  | Trisnonni          |  |
|                    |   |                 |                |  |  |       |  |  | Etelvulfo del Wessex |  |  | Egberto del Wessex |  |
|                    |   |                 |                |  |  |       |  |  | Etelvulfo del Wessex |  |  | Egberto del Wessex |  |
|                    |   | …               |                |  |  |       |  |  | Etelvulfo del Wessex |  |  |                    |  |
| Alfredo il Grande  |   |                 |                |  |  |       |  |  | Etelvulfo del Wessex |  |  |                    |  |
|                    |   | Osburga         | Oslac di Wight |  |  |       |  |  |                      |  |  |                    |  |
|                    |   | Osburga         | Oslac di Wight |  |  |       |  |  |                      |  |  |                    |  |
|                    |   | Osburga         | …              |  |  |       |  |  |                      |  |  |                    |  |
| Edoardo il Vecchio |   | Osburga         |                |  |  |       |  |  |                      |  |  |                    |  |
|                    |   | Aethelred Mucil | …              |  |  |       |  |  |                      |  |  |                    |  |
|                    |   | Aethelred Mucil | …              |  |  |       |  |  |                      |  |  |                    |  |
|                    |   | Aethelred Mucil | …              |  |  |       |  |  |                      |  |  |                    |  |
| Ealhswith          |   | Aethelred Mucil |                |  |  |       |  |  |                      |  |  |                    |  |
|                    |   | Eadburh         | …              |  |  |       |  |  |                      |  |  |                    |  |
|                    |   | Eadburh         | …              |  |  |       |  |  |                      |  |  |                    |  |
|                    |   | Eadburh         | …              |  |  |       |  |  |                      |  |  |                    |  |
| Edmondo il Vecchio |   | Eadburh         |                |  |  |       |  |  |                      |  |  |                    |  |
|                    | … | …               |                |  |  |       |  |  |                      |  |  |                    |  |
|                    | … | …               |                |  |  |       |  |  |                      |  |  |                    |  |
|                    | … | …               |                |  |  |       |  |  |                      |  |  |                    |  |
| Sigehelm del Kent  | … |                 |                |  |  |       |  |  |                      |  |  |                    |  |
|                    |   | …               | …              |  |  |       |  |  |                      |  |  |                    |  |
|                    |   | …               | …              |  |  |       |  |  |                      |  |  |                    |  |
|                    |   | …               | …              |  |  |       |  |  |                      |  |  |                    |  |
| Edgiva di Kent     |   | …               |                |  |  |       |  |  |                      |  |  |                    |  |
|                    |   | …               | …              |  |  |       |  |  |                      |  |  |                    |  |
|                    |   | …               | …              |  |  |       |  |  |                      |  |  |                    |  |
|                    |   | …               | …              |  |  |       |  |  |                      |  |  |                    |  |
| …                  |   | …               |                |  |  |       |  |  |                      |  |  |                    |  |
|                    |   | …               | …              |  |  |       |  |  |                      |  |  |                    |  |
|                    |   | …               | …              |  |  |       |  |  |                      |  |  |                    |  |
|                    |   | …               | …              |  |  |       |  |  |                      |  |  |                    |  |
|                    |   | …               |                |  |  |       |  |  |                      |  |  |                    |  |